# Amapá Clube
Amapá Clube is een Braziliaanse voetbalclub uit de stad Macapá, in de staat Amapá.

## Geschiedenis
De club werd in 1944 opgericht. In 1952 werd de club voor het eerst staatskampioen. De laatste titel dateert van 1990, het laatste amateurseizoen van de competitie. De club speelde nog met enkele onderbrekingen tot 2008 in de hoogste profklasse, maar kon daarna niet meer terugkeren.

## Erelijst
Campeonato Amapaense
1945, 1950, 1951, 1953, 1973, 1975, 1979, 1987, 1988, 1990